# Tethygonium variabile
Tethygonium variabile là một loài chân đều trong họ Paramunnidae. Loài này được Schiecke & Modigh-Tota miêu tả khoa học năm 1976.